# 马雷克·日德利茨基
马雷克·日德利茨基（捷克語：Marek Židlický，1977年2月3日—），捷克男子冰球运动员。他曾代表捷克参加2006年、2010年和2014年冬季奥林匹克运动会冰球比赛，其中2006年冬季奥运会获得一枚铜牌。